# Emperador: El Nacimiento de China
Emperador: El Nacimiento de China, es el sexto título que consiste en construcción de ciudades. BreakAway Games ayudó al desarrollo del juego, después de haber desarrollado anteriormente junto con Impressions Games la expansión de Faraón, Cleopatra: La Reina del Nilo. Emperador es el último juego que respecta a la serie de construcción de ciudades, se utilizan gráficos 2D como en los títulos anteriores y es la primera versión que introduce una opción multijugador.
No se diferencia sobremanera de los anteriores juegos, Emperador se centra en la construcción y desarrollo de una ciudad en tiempos antiguos, aunque esta vez ambientado en la antigua China, desde la Dinastía Xia (2033 a. C.) hasta la Dinastía Jin (1234 d. C.). Existe una campaña oficial extra para el juego, que está disponible como una descarga gratuita.

## Mecánica del juego
La tarea más básica en cada misión es la de mantener la ciudad en caso de que ya esté previamente construida; o construirla y dotarla de una calidad de vida y una situación económica notable. Esto implica conservar la población bien alimentada, saludable y segura de los peligros. Si los alimentos, servicios y bienes básicos se ofrecen abundantemente, con el paso del tiempo la ciudad mejorará considerablemente. Más allá de esto, el jugador debe gestionar el comercio y los impuestos para financiar un mayor desarrollo y una sostenida expansión.
Por tanto, también se pueden hacer ofrendas a ciertos héroes ancestrales, para aplacarlos y evitar que éstos, producto su ira, traigan desastres en contra la ciudad. Los héroes pueden también ser benevolentes, ya que otorgan beneficios y visitan la ciudad si están lo suficientemente contentos y se les ha tomado en cuenta respecto a las ofrendas. 
Más allá de la propia ciudad y zona de desarrollo en sí, el jugador debe prestar atención a sus rivales y enemigos, que pueden ser tanto ciudades chinas como culturas afuerinas y bárbaras. Estos pueblos extranjeros podrán adoptar hacia tu ciudad varios tipos de actitud, desde la sumisión o la perfecta relación de cooperación, hasta la enemistad total o la guerra.Las tropas y los guardias son necesarias para proteger la ciudad de las invasiones militares. Se puede construir muros, portones y torres con arqueros para mejorar la defensa. En algunas ocasiones, Emperador se objetiviza en la construcción de monumentos, que son costosos tanto en tiempo como en materiales, dando a los enemigos la oportunidad de aprovechar las posibles debilidades que esto trae. Como tal, la construcción de un monumento en general requiere que la ciudad primero deba establecer una economía fuerte y una fuerza militar aceptable.
En cuanto a los medios de los que disponemos para cumplir los objetivos y hacer que la ciudad crezca, los principales son la construcción, el comercio, la diplomacia y los impuestos (aparte de los héroes). 
- Construcción

En Emperador: El nacimiento de China hay una gran libertad inicial para construir, no existen apenas edificios que requieran condiciones especiales para situarlos, y su coste, en general, es bajo. El problema reside en la frecuencia de incendios, derrumbamientos y terremotos, por lo que los edificios deben estar casi perfectamente colocados para ser totalmente inmunes a estos contratiempos. Si el jugador quiere evitar que de un pequeño incendio arda media ciudad, deberá pensar dos veces antes de situar un edificio al azar. 
- Comercio

Es un elemento muy importante para el desarrollo de la ciudad, pues por muchos talleres, granjas, negocios y obreros tengas, siempre habrá carencia de algo. Si no hay carencia de algún producto, esa situación no durará mucho. Para suplir las carencias que por medio de la construcción reiterada no conseguimos, utilizamos el comercio, mediante el cual podremos comprar los productos que escaseen en la ciudad, y al mismo tiempo, vender nuestros excedentes de productos. Es, por tanto, una baza muy importante en el juego si se quiere conseguir el bienestar económico.
- La diplomacia

Es menos importante, pero si se quiere evitar una guerra o un estado de vasallaje, se debe saber utilizar. Existen multitud de ciudades fuera de la tuya, algunas son chinas y otras bárbaras y extranjeras. Sin embargo, esto no importa a la hora de representar un peligro para tu ciudad, así se debe utilizar sabiamente este elemento para mantener a salvo nuestro imperio. La relación con otras ciudades puede ser buena, mala o neutral, simplificando así un amplio abanico de posibilidades, desde la sumisión, la guerra, y la perfecta cooperación, hasta la más estricta neutralidad entre dos ciudades.
- Los impuestos

Al igual que en la vida real, los impuestos influyen en la economía, pero también en la opinión pública. Si ponemos los impuestos muy altos, al principio habrá superávit, pero cuando los ciudadanos emigren y dejen de pagar, estaremos en una situación peor. De la misma forma, una exención total de impuestos a la población vaciará las arcas públicas con suma rapidez.

## Modo Campaña
Las siete campañas de Emperador están ambientadas en un lapso de aproximadamente 3300 años, en los cuales la historia china clásica está completamente comprometida, de la Dinastía Xia a la Dinastía Jin. En circunstancias se necesitará la construcción de colosales monumentos, como la Gran Muralla China, el Gran Canal que conecta el río Amarillo y Yangtsé, el Ejército de Terracota, entre otros. En la primera campaña, el jugador es simplemente un humilde anciano campesino, a cargo de dirigir una tribu nómada a establecerse a las orillas del río. En el nivel final, el jugador se convierte en siervo directo del emperador de China, y se encarga de supervisar la construcción de la capital imperial Zhongdu (actualmente Pekín) y fortalecer su papel de defensa por los invasores mongoles liderados por Genghis Khan.
Los productos alimenticios, las tecnologías y las religiones evolucionan en el juego concorde a los siglos, y con estrecha relación en cuanto la historia real de la cultura china. Debido a que los jugadores sirven varias dinastías y emperadores a través del juego, no siempre el escenario estará focalizado en la construcción de una misma ciudad. A menudo, se enviará a construir variadas y nuevas ciudades, o ser enviado de vuelta a una ciudad anterior para lograr una nueva meta. En algunos casos, una ciudad puede ser revisada después de los siglos que han pasado, después de haber cambiado drásticamente o simplemente tras haber quedado en ruinas por los años.
Los jugadores pueden jugar las campañas en cualquier orden que elijan, aunque el nivel de dificultad es dependiente respecto al orden cronológico de los escenarios. A menudo los objetivos consisten en llegar a producir una cantidad determinada de mercancía, la conquista de otras ciudades, alcanzar un nivel de población determinado o la construcción de un monumento.